# St. Johannes Enthauptung (Johannesberg)

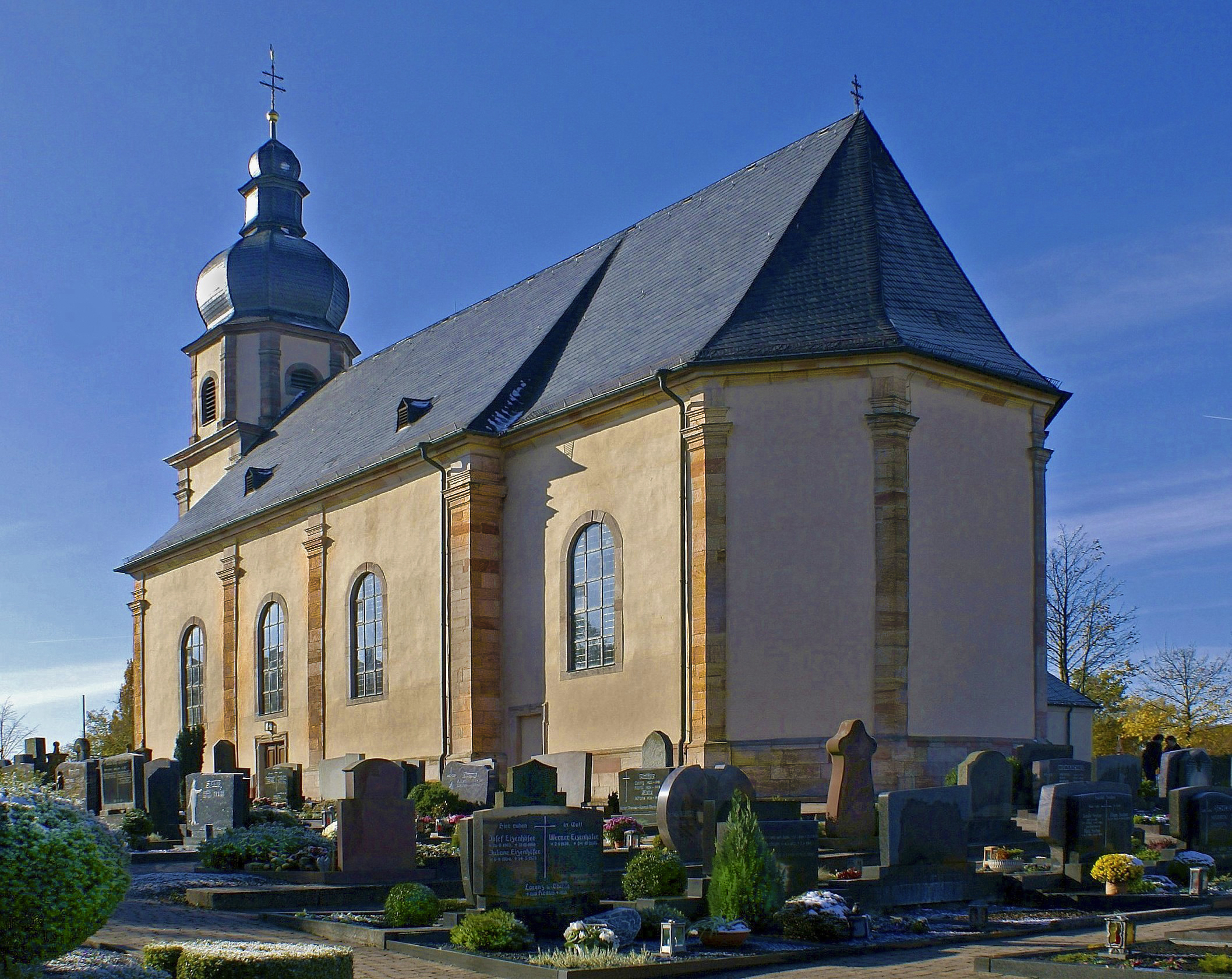
St. Johannes Enthauptung (Johannesberg)

Die römisch-katholische Pfarrkirche  St. Johannes Enthauptung steht in Johannesberg, einer Gemeinde im Landkreis Aschaffenburg (Unterfranken, Bayern). Sie trägt den Titel Enthauptung Johannes des Täufers und ist unter der Nummer D-6-71-133-1 in der Bayerischen Denkmalliste eingetragen. Die Pfarrei gehört zur Pfarreiengemeinschaft St. Maria und Johannes der Täufer (Johannesberg) im Dekanat Aschaffenburg-West des Bistums Würzburg.

## Beschreibung

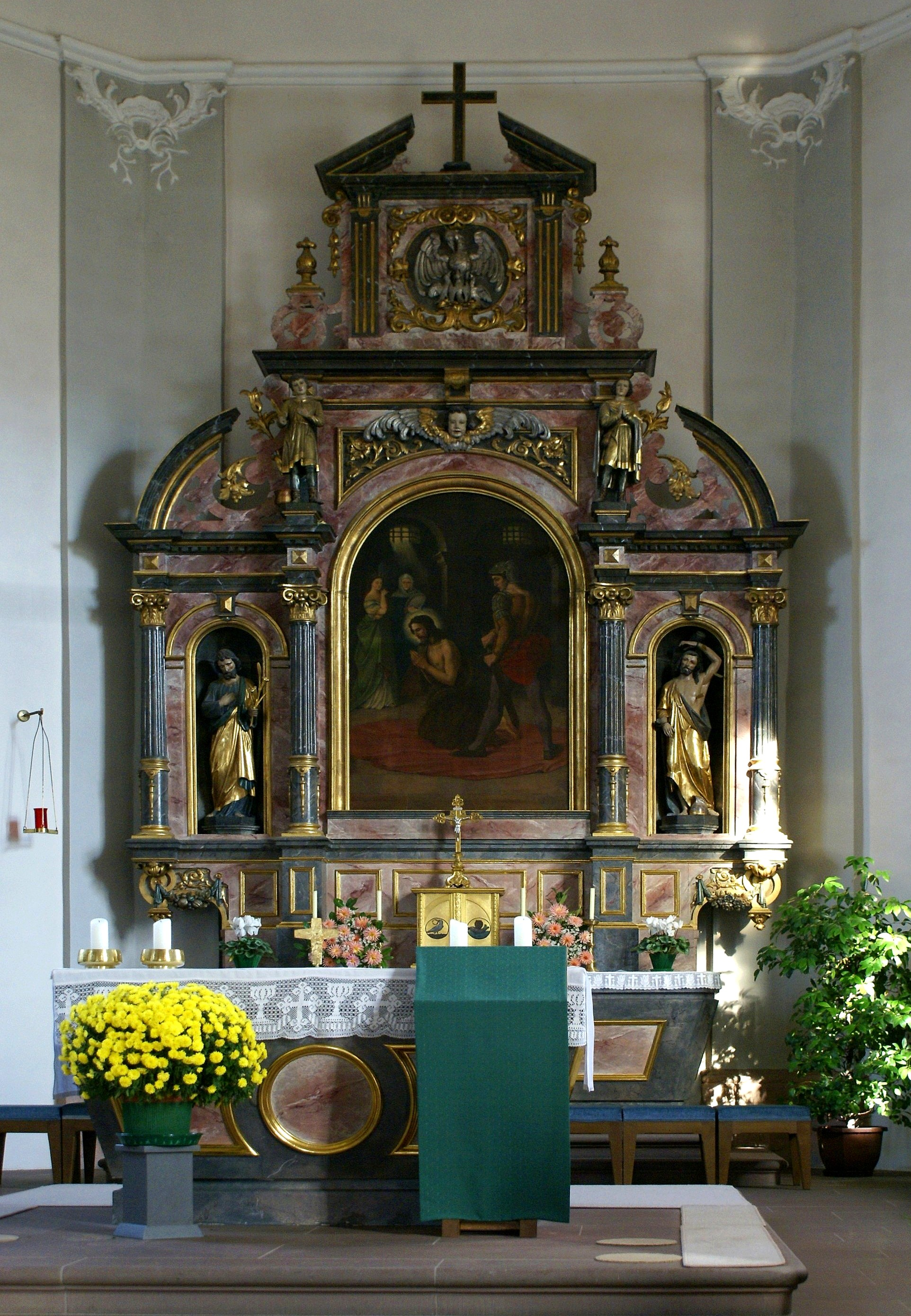
Der Altar

Die Kirche wurde 1769 als barocke Saalkirche gebaut. An das Langhaus mit drei Jochen schließt sich im Norden ein eingezogener, dreiseitig geschlossener Chor mit einem Joch und im Süden ein Fassadenturm an. Die Wände sind durch Pilaster gegliedert. Der Turm hat drei Geschosse und eine schiefergedeckte Welsche Haube. Das von Pilastern flankierte Portal ist mit einem Sprenggiebel gestaltet. Darüber steht in einer Nische eine Statue. Im ersten Obergeschoss ist die Turmuhr eingebaut und in dem achteckigen Geschoss darüber steht der Glockenstuhl.

## Orgel
Eine erste Orgel mit neun Registern wurde 1796 gebaut und nach mehreren Reparaturen im Laufe des 19. Jahrhunderts 1894 unbrauchbar und irreparabel, so dass sie 1896 abgebrochen und durch eine Orgel mit 10 Registern ersetzt wurde.
Pfarrer Aloys Fasel gab eine neue Orgel in Auftrag, die 1923/1924 von Willibald Siemann gebaut und auf der Empore über der Portalseite des Langhauses aufgestellt wurde. Sie hat 19 Register auf zwei Manualen und Pedal. Dabei wurden mehrere Register der Orgel von 1896 übernommen. Inflationsbedingt musste die Pfarrei am 22. Oktober 1923 für ihre Orgel 3.574.769.500 Reichsmark bezahlen, am 7. November 1923 belief sich der Restbetrag auf 650 Billionen Mark. Letztlich war am 6. Mai 1924 eine Schuld von 6070 Rentenmark zu begleichen. Die Orgel erklang erstmals Mitte September 1924.
Das Instrument wurde mehrmals umgebaut oder repariert, zuletzt 1997 vom Orgelbau-Unternehmen Andreas Schmidt.
Die Disposition lautet:
| I Hauptwerk C–f3 |       |   |
| Principal        | 8′    | * |
| Bourdon          | 16′   |   |
| Gamba            | 8′    | * |
| Flöte            | 8′    | * |
| Dolce            | 8′    |   |
| Octave           | 4′    | * |
| Mixtur IV        | 2 ⁄3′ | * |

| II Schwellwerk        |       |   |
| Geigenprincipal       | 8′    |   |
| Gedackt               | 8′    | * |
| Salicional            | 8′    | * |
| Aeoline               | 8′    |   |
| Vox coelestis         | 8′    |   |
| Prästant              | 4′    |   |
| Traversflöte          | 4′    | * |
| Harmonia aetherea III | 2 ⁄3′ |   |
| Trompete              | 8′    |   |

| Pedal C–d1 |     |   |
| Subbaß     | 16′ | * |
| Violon     | 16′ |   |
| Octavbaß   | 8′  | * |
| Zartbaß    | 16′ |   |

- Koppeln: Superoktavkoppeln
- Spielhilfen: Normal-, Sub-, 4 feste Kombinationen P, MF, F, Tutti, Jalousie- und Registerschweller
- Bemerkungen: Kegelladen, pneumatische Traktur, Spieltisch. Register mit *Sternchen sind aus der Vorgängerorgel übernommen.